# Найхин
На́йхин — село в Нанайском районе Хабаровского края. Административный центр Найхинского сельского поселения. Нанайское национальное село.

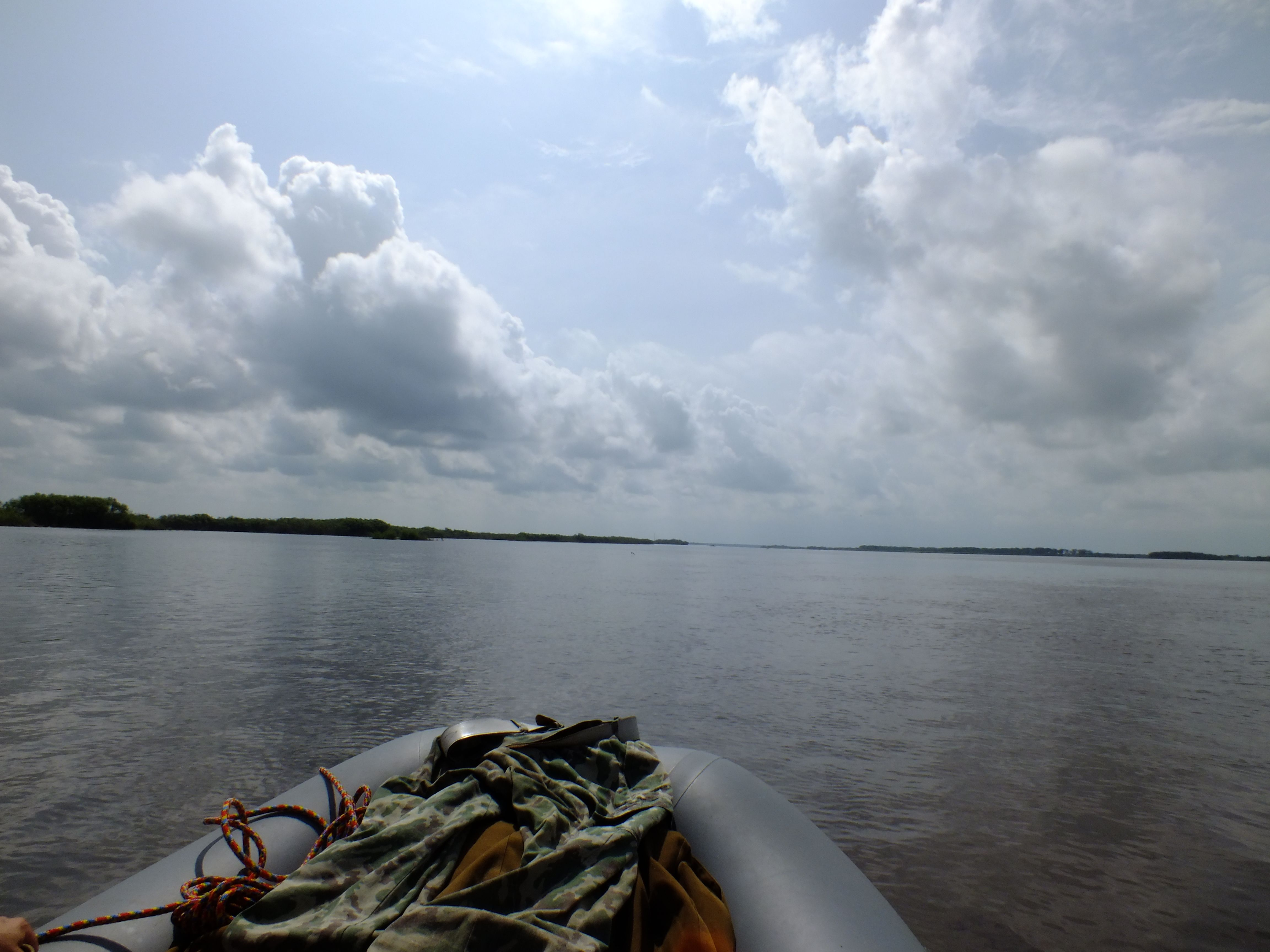
Найхинская протока, слева по борту — устье реки Анюй, вверх по протоке — село Найхин.

## География
Село Найхин стоит на правом берегу реки Амур (на Найхинской протоке), примерно в 22 км выше районного центра села Троицкое. Ниже села в Амур (в Найхинскую протоку) впадает река Анюй.
Примерно в 2 км восточнее села Найхин проходит автодорога Хабаровск — Комсомольск-на-Амуре. Расстояние по автодороге до районного центра села Троицкое около 25 км.

## История
В 1855 году впервые упоминалось[где?] о данном поселении. В начале XX века на месте Найхина располагалось стойбище из нескольких фанз; в 1920 году произошло объединение нескольких рыбацких артелей с переселением жителей в село и образованием рыболовецкого совхоза «Новый путь». В 1930 году появилось первое промышленное предприятие «Нанайский труженик» (производство кирпича, гончарных изделий, пошив обуви и др.).

## Население
| 1992 | 2002  | 2010 | 2011 | 2012 | 2021 |
| ---- | ----- | ---- | ---- | ---- | ---- |
| 958  | ↗1038 | ↘945 | ↘944 | ↗945 | ↘904 |

## Известные жители
- Аким Дмитриевич Самар (1916—1943) — первый нанайский писатель.
- Максим Александрович Пассар (1923—1943) — снайпер, участник Великой Отечественной войны, Герой Российской Федерации (16.02.2010, посмертно).